# Westösterreich

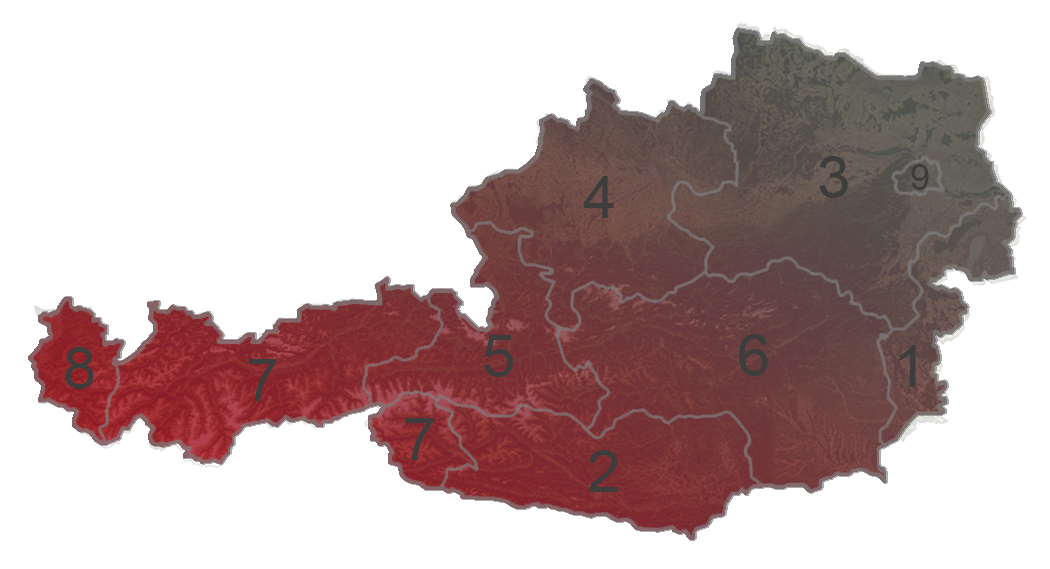
Bundesländer: 8 VBG, 7 TIR, 5 SBG, 4 OOE (die Zahlen bezeichnen die übliche alphabetische Sortierung; Rotton markiert den alpinen Südwesten Österreichs)

Westösterreich bezeichnet die westlichen Bundesländer der Republik Österreich.

## Allgemein- und kulturgeografischer Raum

Österreichischer Reichskreis, 1681 – Westösterreich etwa auf der linken Blatthälfte

Im allgemeingeografischen Sinne fasst man unter Westösterreich die Bundesländer Tirol und Vorarlberg, zum Teil auch Salzburg, auf, und meint damit die schmale westliche Zunge Österreichs, etwa westlich des 13. Längengrads (13° O). Dieser Begriff umfasst die – außer Kärnten – drei Bundesländer, die nahezu vollständig in den Alpen (Ostalpen) liegen, während die anderen Bundesländer auch durch Alpenvorlandregionen und das Granit- und Gneishochland geprägt sind. Biogeografisch und klimatisch ist der Raum vom Grenzbereich von Mitteleuropäischem Übergangsklima und Alpenklima mit den entsprechenden Ökozonen (Alpenflora, Alpenfauna) geprägt. Von der West-Ost-Ausdehnung Österreichs von 577,2 km nimmt Westösterreich in diesem Sinne ein Drittel bis knapp die Hälfte ein, von der Staatsfläche aber weit weniger.
Im kulturgeografischen Sinne entspricht dieses Westösterreich-Konzept der historischen Dreigliederung des Herzogtums Österreich: Mit dem „eigentlichen“ (Nieder-)Österreich (Nieder- und Oberösterreich) im nördlichen und Innerösterreich (heute liegen davon Kärnten und die Steiermark in Österreich) im südlichen Osten als Gegensatz: Oberösterreich, das spätere Tirol mit Vorarlberg, war viele Jahrhunderte ein eigenständiges Territorium, das Erzbistum Salzburg ist erst 1803 zu Österreich gekommen. Spuren dieser Geschichte finden sich sowohl in Brauchtum und Tradition, wie auch im regionalen Identitätsbewusstsein.
Sprachlich – und auch bezüglich vieler volkskundlicher Traditionen – ist der Raum aber stark zergliedert, der vorarlbergische Westen ist alemannisch, der südlichere Bergraum südbairisch (aber in die Tiroler und die innergebirgs-salzburgischen Dialekt- und Kulturräume getrennt), und die Richtung Alpenvorland offeneren Gebiete (Unterinntal, salzburgische Außergebirgsgaue um die Stadt Salzburg) bilden schon einen Mischraum zum Mittelbairischen. Durch die stark in Täler gegliederte Siedlungslandschaft ist die kleinräumigere kulturelle Vielfalt in Brauchtum und Sprache bis heute vergleichsweise stark ausgeprägt.

## Statistikregion Westösterreich

NUTS:AT-1 (die Zahlen bezeichnen die NUTS-2 Regionen)
AT-3 Westösterreich

Im statistischen Sinne (als NUTS-Region) meint der Ausdruck die Gruppe von Bundesländern Oberösterreich, Salzburg, Tirol und Vorarlberg.
Westösterreich in dieser Definition umfasst 40,994 % der Fläche Österreichs (34.385,34 km2), und 35,976 % der Wohnbevölkerung (3.036.573). Der Raum ist primär klein- und mittelbetrieblich mit nur wenigen industriellen Zentren organisiert, und stark land-, forstwirtschaftlich und touristisch geprägt. Die Wirtschaftsdaten sind überdurchschnittlich, die sozialen und wirtschaftlichen Problemfelder wenig ausgeprägt, und der Raum zeigt in den meisten Kenndaten eine recht gleichmäßiges Profil. Zentralräume sind das Rheintal/Bodenseegebiet mit Bregenz, das Tiroler Unterland mit Innsbruck, der Flachgau mit Salzburg, und der Oberösterreichische Zentralraum Linz, Wels und Steyr.